# Suối Khe Nháng
Khe Nháng là một con suối đổ ra Sông Ba Chẽ. Sông có chiều dài 17 km và diện tích lưu vực là 34 km². Khe Nháng chảy qua các tỉnh Lạng Sơn, Quảng Ninh.